# Australasian Championships 1906 - Doppio maschile
Rodney Heath e Tony Wilding hanno battuto in finale C. C. Cox e Harry Parker per 6–2, 6–4, 6–2.

## Tabellone

### Legenda
| - Q = Qualificato - WC = Wild card - LL = Lucky loser | - ALT = Alternate - SE = Special Exempt - PR = Protected Ranking | - w/o = Walkover - r = Ritirato - d = Squalificato |

### Fase finale
|  | Quarti di finale           | Quarti di finale           | Quarti di finale           | Quarti di finale           | Quarti di finale | Quarti di finale | Quarti di finale |  |  | Semifinali                | Semifinali                | Semifinali                | Semifinali                | Semifinali             | Semifinali             | Semifinali |   |   | Finale                    | Finale                    | Finale                    | Finale                    | Finale | Finale | Finale |  |
|  |                            |                            |                            |                            |                  |                  |                  |  |  |                           |                           |                           |                           |                        |                        |            |   |   |                           |                           |                           |                           |        |        |        |  |
|  | Rodney Heath Tony Wilding  | Rodney Heath Tony Wilding  | Rodney Heath Tony Wilding  | Rodney Heath Tony Wilding  | 6                | 6                | 6                |  |  |                           |                           |                           |                           |                        |                        |            |   |   |                           |                           |                           |                           |        |        |        |  |
|  | R. Swanston Francis Fisher | R. Swanston Francis Fisher | R. Swanston Francis Fisher | R. Swanston Francis Fisher | 0                | 3                | 1                |  |  | Rodney Heath Tony Wilding | Rodney Heath Tony Wilding | Rodney Heath Tony Wilding | Rodney Heath Tony Wilding | 6                      | 6                      | 6          |   |   |                           |                           |                           |                           |        |        |        |  |
|  |                            |                            |                            |                            |                  |                  |                  |  |  | Norman Burrows            | Norman Burrows            | Norman Burrows            | Norman Burrows            | 1                      | 0                      | 4          |   |   |                           |                           |                           |                           |        |        |        |  |
|  |                            |                            |                            |                            |                  |                  |                  |  |  |                           |                           |                           |                           |                        |                        |            |   |   | Rodney Heath Tony Wilding | Rodney Heath Tony Wilding | Rodney Heath Tony Wilding | Rodney Heath Tony Wilding | 6      | 6      | 6      |  |
|  |                            |                            |                            |                            |                  |                  |                  |  |  |                           |                           | Harry Parker Cecil Cox    | Harry Parker Cecil Cox    | Harry Parker Cecil Cox | Harry Parker Cecil Cox | 2          | 4 | 2 |                           |                           |                           |                           |        |        |        |  |
|  |                            |                            |                            |                            |                  |                  |                  |  |  | Harry Parker Cecil Cox    | Harry Parker Cecil Cox    | Harry Parker Cecil Cox    | Harry Parker Cecil Cox    | 6                      | 6                      | 6          |   |   |                           |                           |                           |                           |        |        |        |  |
|  |                            |                            |                            |                            |                  |                  |                  |  |  | William Goss Geo Aitken   | William Goss Geo Aitken   | William Goss Geo Aitken   | William Goss Geo Aitken   | 1                      | 0                      | 1          |   |   |                           |                           |                           |                           |        |        |        |  |